# Fanny Herrero
Pour les articles homonymes, voir Herrero.
Fanny Herrero, née le 5 décembre 1974 à Toulon, est une scénariste française de télévision.

## Biographie

### Jeunesse et études
Fanny Herrero est la fille du joueur et entraîneur de rugby Daniel Herrero.

Elle grandit dans la région de Toulon.
Après une hypokhâgne et une khâgne, elle intègre l'Institut d'études politiques de Paris, dont elle est diplômée en 1998 (section Communication et ressources humaines),. Elle étudie également à la London School of Economics. Elle a été volleyeuse, membre de l’équipe de France junior de volley-ball,.

### Parcours professionnel
Comédienne au théâtre de 2000 à 2006, elle décide de se consacrer à l'écriture. Fanny Herrero écrit alors son premier scénario pour le téléfilm français Fort comme un homme, diffusé sur Arte. En 2007, elle est la cofondatrice de SAS, collectif de scénaristes qui travaillent notamment sur les séries Un village français, Kaboul Kitchen ou Fais pas ci, fais pas ça.
En 2014, Fanny Herrero reprend un projet avorté de Canal+ (initialement développé par Dominique Besnehard et Nicolas Mercier) et crée Dix pour cent, nouvelle série de France 2 sur le milieu des agents artistiques, dont elle prend la tête de l'équipe d'auteurs et est la showrunneuse lors des trois premières saisons. Son travail sur la série est récompensé lors de la cérémonie 2019 des Globes de Cristal.
En 2022, elle est présidente du jury de la compétition lors du 5e Festival Canneseries tandis que sa nouvelle série, Drôle, est diffusée sur Netflix.
Elle est coscénariste de la cérémonie d'ouverture des Jeux olympiques de Paris 2024,.

## Filmographie
Sauf indication contraire, les informations mentionnées dans cette section peuvent être confirmées par la base de données cinématographiques IMDb,  présente dans la section « Liens externes ».

### Télévision

#### Comme scénariste
- 2007 : Fort comme un homme (téléfilm) de Stéphane Giusti
- 2007 : Fais pas ci, fais pas ça (série télévisée) - saison 5 (épisode 3)
- 2008 : Section de recherches (série télévisée) - saison 3 (épisode 1)
- 2009 : Les Bleus : Premiers pas dans la police (série télévisée) - saison 3 (épisodes 2, 5 et 6)
- 2010 : Les Bleus : Premiers pas dans la police (série télévisée) - saison 4 (épisodes 1 à 4)
- 2010 : Un village français (série télévisée) - saison 3 (épisodes 3 et 10)
- 2012 : Un village français (série télévisée) - saison 4 (épisodes 3 et 10)
- 2013 : Odysseus (série télévisée) - saison 1 (épisode 6)
- 2013 : Un village français (série télévisée) - saison 5 (épisodes 9, 11 et 12)
- 2014 : Kaboul Kitchen (série télévisée) - saison 2
- 2014 : Un village français (série télévisée) - saison 6
- 2015 : Dix pour cent (série télévisée) - saison 1
- 2017 : Dix pour cent (série télévisée) - saison 2
- 2018 : Dix pour cent (série télévisée) - saison 3
- 2020 : Dix pour cent (série télévisée) - saison 4
- 2022 : Drôle (mini série télévisée)